# Charline Picon
Charline Picon (Royan, 23 december 1984) is een Frans zeilster, gespecialiseerd in de RS:X-klasse. Picon won in 2014 de wereldtitel in de RS:X-klasse en een gouden medaille in de RS:X-klasse tijdens de Olympische Zomerspelen van 2016. Daarnaast werd Picon vijfmaal Europees kampioene in de RS:X-klasse.

## Resultaten

### Europese kampioenschappen
| Jaar | Plaats    | Resultaten |
| ---- | --------- | ---------- |
| 2008 | Brest     | RS:X       |
| 2013 | Brest     | RS:X       |
| 2014 | Alaçatı   | RS:X       |
| 2016 | Helsinki  | RS:X       |
| 2019 | Mallorca  | RS:X       |
| 2020 | Vilamoura | RS:X       |
| 2021 | Vilamoura | RS:X       |

### Wereldkampioenschappen
| Jaar | Plaats     | Resultaten |
| ---- | ---------- | ---------- |
| 2009 | Weymouth   | RS:X       |
| 2010 | Kerteminde | RS:X       |
| 2014 | Santander  | RS:X       |
| 2018 | Aarhus     | RS:X       |
| 2020 | Sorrento   | RS:X       |
| 2021 | Cádiz      | RS:X       |

### Olympische Zomerspelen
| Jaar | Plaats         | Resultaten |
| ---- | -------------- | ---------- |
| 2016 | Rio de Janeiro | RS:X       |
| 2020 | Tokio          | RS:X       |

1992: Barbara Kendall ·
1996: Lee Lai Shan ·
2000: Alessandra Sensini ·
2004: Faustine Merret ·
2008: Yin Jian ·
2012: Marina Alabau ·
2016: Charline Picon ·
2020: Lu Yunxiu ·
2024: Marta Maggetti